# Los Angeles Lakers 1990-1991
La stagione 1990-91 dei Los Angeles Lakers fu la 42ª nella NBA per la franchigia.
I Los Angeles Lakers arrivarono secondi nella Pacific Division della Western Conference con un record di 58-24. Nei play-off vinsero il primo turno con gli Houston Rockets (3-0), la semifinale di conference con i Golden State Warriors (4-1), la finale di conference con i Portland Trail Blazers (4-2), perdendo poi la finale NBA con i Chicago Bulls (4-1).

## Western Conference
| Squadra             | V  | P  | %    | GB |
| ------------------- | -- | -- | ---- | -- |
| Portland T. Blazers | 63 | 19 | 76,8 | -  |
| L.A. Lakers         | 58 | 24 | 70,7 | 5  |
| Phoenix Suns        | 55 | 27 | 67,1 | 8  |
| G.S. Warriors       | 44 | 38 | 53,7 | 19 |
| Seattle S.Sonics    | 41 | 41 | 50   | 22 |
| L.A. Clippers       | 31 | 51 | 37,8 | 32 |
| Sacramento Kings    | 25 | 57 | 30,5 | 38 |

## Roster
| \| Pos. \| Num. \| Naz. \| Nome \| Altezza \| Peso \| Data nascita \| Provenienza \| \| ---- \| ---- \| ---- \| ------------------ \| ------- \| ------ \| ------------ \| -------------- \| \| G/AP \| 41 \| \| Campbell, Tony \| 201 cm \| 98 kg \| 07-05-1962 \| Ohio State \| \| C \| 12 \| \| Divac, Vlade \| 216 cm \| 110 kg \| 03-02-1968 \| Serbia \| \| G \| 10 \| \| Drew, Larry \| 185 cm \| 77 kg \| 02-04-1958 \| Missouri \| \| A/C \| 45 \| \| Green, A. C. \| 206 cm \| 100 kg \| 04-10-1963 \| Oregon State \| \| G/AP \| 32 \| \| Johnson, Magic (C) \| 206 cm \| 98 kg \| 14-08-1959 \| Michigan State \| \| A/C \| 14 \| \| Perkins, Sam \| 206 cm \| 107 kg \| 14-06-1961 \| North Carolina \| \| G \| 4 \| \| Scott, Byron \| 191 cm \| 88 kg \| 28-03-1961 \| Arizona State \| \| G \| 34 \| \| Smith, Tony \| 191 cm \| 84 kg \| 14-06-1968 \| Marquette \| \| G/AP \| 20 \| \| Teagle, Terry \| 196 cm \| 88 kg \| 10-04-1960 \| Baylor \| \| A \| 30 \| \| Thomas, Irving \| 203 cm \| 102 kg \| 02-01-1966 \| Florida State \| \| A/C \| 43 \| \| Thompson, Mychal \| 208 cm \| 103 kg \| 30-01-1955 \| Minnesota \| \| A/C \| 42 \| \| Worthy, James \| 206 cm \| 102 kg \| 27-02-1961 \| North Carolina \| | Allenatore - Mike Dunleavy Assistente/i - Bill Bertka (Vice-allenatore) - Jim Eyen (Vice-allenatore) - Randy Pfund (Vice-allenatore) - Gary Vitti (Preparatore atletico) Legenda - (C) Capitano - (FA) Free agent - (S) Sospeso - (TW) Contratto Two-way - (GL) Assegnato a squadra G League affiliata - Infortunato Roster • Transazioni · Ultima transazione: 30 giugno 1991 |                        |                    |         |        |              |                |
| Pos. | Num. | Naz.                   | Nome               | Altezza | Peso   | Data nascita | Provenienza    |
| G/AP | 41 | Stati Uniti (bandiera) | Campbell, Tony     | 201 cm  | 98 kg  | 07-05-1962   | Ohio State     |
| C | 12 | Jugoslavia (bandiera)  | Divac, Vlade       | 216 cm  | 110 kg | 03-02-1968   | Serbia         |
| G | 10 | Stati Uniti (bandiera) | Drew, Larry        | 185 cm  | 77 kg  | 02-04-1958   | Missouri       |
| A/C | 45 | Stati Uniti (bandiera) | Green, A. C.       | 206 cm  | 100 kg | 04-10-1963   | Oregon State   |
| G/AP | 32 | Stati Uniti (bandiera) | Johnson, Magic (C) | 206 cm  | 98 kg  | 14-08-1959   | Michigan State |
| A/C | 14 | Stati Uniti (bandiera) | Perkins, Sam       | 206 cm  | 107 kg | 14-06-1961   | North Carolina |
| G | 4 | Stati Uniti (bandiera) | Scott, Byron       | 191 cm  | 88 kg  | 28-03-1961   | Arizona State  |
| G | 34 | Stati Uniti (bandiera) | Smith, Tony        | 191 cm  | 84 kg  | 14-06-1968   | Marquette      |
| G/AP | 20 | Stati Uniti (bandiera) | Teagle, Terry      | 196 cm  | 88 kg  | 10-04-1960   | Baylor         |
| A | 30 | Stati Uniti (bandiera) | Thomas, Irving     | 203 cm  | 102 kg | 02-01-1966   | Florida State  |
| A/C | 43 | Bahamas (bandiera)     | Thompson, Mychal   | 208 cm  | 103 kg | 30-01-1955   | Minnesota      |
| A/C | 42 | Stati Uniti (bandiera) | Worthy, James      | 206 cm  | 102 kg | 27-02-1961   | North Carolina |